# Alex Tocilescu
Alex Tocilescu (n. 25 noiembrie 1977, București, România) este un scriitor, jurnalist și muzician român. Este fiul regizorului de teatru Alexandru Tocilescu.

## Activitate
În 1989, Tocilescu s-a stabilit în Germania, la Frankfurt. Debutează în 2005 la editura românească Polirom cu volumul de povestiri Eu et al. În 2009 se stabilește în New York (Statele Unite ale Americii), iar un an mai târziu se întoarce în România pentru a se dedica unei cariere muzicale. Împreună cu scriitorul Luca Dinulescu, prieten din copilărie, Tocilescu înființează în primăvara lui 2010 formația de muzică rock Aeroport. Tot în 2010 începe să publice articole pentru cotidianul România liberă. Ulterior se va dedica unei cariere în publicitate (copywriter).
Publică de-a lungul anilor mai multe volume de proză scurtă și două romane. În 2016 debutează ca dramaturg.

## Comentarii critice
„Alex Tocilescu este un tip cult, cu imaginație și umor, căruia îi plac muzica, pisicile, conversațiile și satul 2 Mai. Așa sînt și povestirile lui populate cu extratereștri, politicieni, locatari de bloc, diavoli sau feline: au o naturalețe absurdă, o impuritate elitistă și un umor neconvențional – trei atuuri care pe unii îi vor face să ridice statui, iar pe alții din umeri. Căci în realismul paralel al lui Tocilescu se intersectează mai toate genurile: parodia și parabola, satira și apocrifa, farsa și pornograficul, fantasy-ul și autoficțiunea. Ingenioasele sale proze sînt punk, pulp, prozac. Ca și cum Iisus, Harms și Tarantino ar intra într-un bar unde cîntă David Bowie. Orice se poate întîmpla. Inclusiv ca barmanul să fie o pisică.”—Marius Chivu 

## Volume publicate
- Eu et al. (2005, reed. 2017, 2018), Editura Polirom, colecția Biblioteca de duminică. ISBN 973-46-0143-1
- Carne crudă (2007), Editura Brumar (Timișoara). ISBN 973-602-257-9
- Standard (2009), Editura Paideia. ISBN 973-596-510-5[2]
- Imperiul pisicilor (2017, reed. 2019), Editura Polirom. ISBN 978-973-46-7806-8